# Delisting
Il delisting è la revoca dalle negoziazioni in una Borsa valori dei titoli di una società quotata. 

## Descrizione
Il delisting comporta la rimozione di un titolo azionario da un mercato su cui è quotato, ovvero il titolo in oggetto non potrà più essere negoziato su quella piazza.
Il ritiro dalle negoziazioni può avvenire per volontà dell'azionista di maggioranza della società o per decisione della Borsa.

## Cause e motivazioni
Quando il delisting viene compiuto per volontà degli azionisti, solitamente il motivo è legato alla sistematica sottovalutazione del titolo da parte del mercato. Se infatti il mancato interesse non è un semplice periodo di depressione del listino di riferimento o del settore ma, piuttosto, un disinteresse persistente del mercato per le azioni dell'impresa interessata, può essere conveniente per la proprietà ritirare le azioni dal mercato.
La sottovalutazione dei titoli può essere dovuta a situazioni di (possibile) crisi nella società oppure, nel caso di un'azienda che non presenti criticità, può essere legata a problemi di operatività del mercato o alla presenza di una proprietà cosiddetta dormiente.
Per quanto riguarda i problemi legati al mercato, questi possono essere ricondotti a:
- dimensione e movimentazione del flottante: in questo caso, le azioni della società sono penalizzate, sotto il profilo del prezzo, in quanto poco liquide a causa di un ridotto flottante;
- carenza informativa: è dovuta principalmente al fatto che gli analisti finanziari generalmente non monitorano le piccole e medie imprese poiché gli investitori a cui sarebbe diretto il costoso servizio di research costituirebbero una ridotta fetta di mercato;
- politiche di investimento: in questo ambito, i principali investitori istituzionali solitamente dirigono la loro attenzione verso le imprese a grande capitalizzazione perché avendo titoli più liquidi si garantiscono un più veloce possibilità di liquidazione.

Tutti questi fattori portano a una situazione di scarso rendimento di alcune società, generalmente di media e piccola capitalizzazione, e possono rendere conveniente l'attuazione di operazioni di delisting da parte di operatori di private equity. 
Nel caso della presenza di una cosiddetta proprietà dormiente, invece, concorre alla sottovalutazione dei titoli societari l'incapacità, del management e degli azionisti di riferimento, di sfruttare appieno le capacità dell'azienda. In questo caso il mercato sconta nel prezzo l'inadeguato ritmo di crescita dovuto al management e agli azionisti di controllo, e la società potrebbe trarre beneficio nel ritirarsi dal listino.
Il delisting può avvenire nell'ambito di un'operazione di leveraged buyout (LBO).

## Nel mondo

### Il delisting nella normativa italiana
Secondo la normativa italiana, un titolo quotato su un mercato azionario regolamentato può essere revocato dalla quotazione per decisione di Borsa Italiana, a causa del venir meno dei requisiti necessari alla permanenza sul listino o, in alternativa, la revoca dalle contrattazioni può essere richiesta volontariamente da parte della società e avallata dall'organo di controllo.
Il caso di revoca dalla quotazione per decisione di Borsa Italiana è il più frequente, in quanto tecnicamente include anche i casi riconducibili a OPA e fusioni, che sono le modalità più usate per ottenere l'uscita dal mercato. Il regolamento di Borsa Italiana, in particolare, indica che Borsa può disporre:
- la sospensione dalla quotazione di uno strumento finanziario, se la regolarità del mercato dello strumento stesso non è temporaneamente garantita o rischia di non esserlo ovvero se lo richiede la tutela degli investitori;
- la revoca dalla quotazione di uno strumento finanziario, in caso di prolungata carenza di negoziazione ovvero se reputa che, a causa di circostanze particolari, non sia possibile mantenere un mercato normale e regolare per tale strumento.

Gli elementi presi in considerazione per la sospensione dalla quotazione sono: la diffusione o mancata diffusione di notizie che possono incidere sul regolare andamento del mercato; l'azzeramento del valore nominale delle azioni con contestuale delibera di ricostituzione del capitale; l'ammissione dell'emittente a procedure concorsuali; lo scioglimento dell'emittente; il giudizio negativo della società di revisione, ovvero l'impossibilità per la società di revisione di esprimere un giudizio, per due esercizi consecutivi.
Qualora trascorsi diciotto mesi dall'adozione del provvedimento, non siano ancora venuti meno i motivi dell'adozione della cancellazione tecnica temporanea, Borsa Italiana delibera la revoca dell'ammissione alla quotazione dello strumento.
La decisione di revoca di Borsa Italiana si basa sui seguenti fattori:
- il controvalore medio giornaliero delle negoziazioni eseguite nel mercato e numero medio di titoli scambiati, rilevati in un periodo di almeno diciotto mesi;
- la frequenza degli scambi registrati nel medesimo periodo;
- il grado di diffusione tra il pubblico degli strumenti finanziari in termini di controvalore e numero dei soggetti detentori;
- l'ammissione dell'emittente a procedure concorsuali;
- il giudizio negativo della società di revisione, ovvero l'impossibilità per la società di revisione di esprimere un giudizio, per due anni consecutivi;
- lo scioglimento dell'emittente.

Una volta che Borsa Italiana ritiene che sussistano motivi sufficienti per revocare un titolo dalla quotazione, deve inviare all'emittente una comunicazione scritta con la quale vengono richiamati gli elementi che costituiscono presupposto per la revoca e viene fissato un termine non inferiore a 15 giorni per la presentazione di deduzioni scritte. 
	A questo punto, l'emittente escluso può richiedere un'audizione a Borsa Italiana. Se la procedura di revoca non subisce evoluzioni è prassi che entro 60 giorni dalla comunicazione la revoca sia effettiva.
La Consob e gli investitori devono essere informati dell'avvio della procedura di sospensione e di revoca tramite Avviso di Borsa Italiana.
	Nel caso di riduzione del flottante sotto il limite minimo a seguito di offerta pubblica di acquisto, il regolamento di Borsa Italiana prevede esplicitamente la revoca dalla quotazione. In particolare, nei casi in cui, a seguito della realizzazione di OPA residuale obbligatoria prevista per chi detenga una partecipazione superiore al 90% (art. 108 Testo Unico della Finanza) o a seguito dell'esercizio del diritto di acquisto da parte di un offerente che detenga più del 95% del capitale sociale (art. 111 Testo Unico della Finanza). La revoca, in questi casi, è operativa dal primo giorno di borsa aperta successivo all'ultimo giorno di pagamento del corrispettivo dell'offerta.
Un'altra modalità molto diffusa per il delisting è quella tramite fusione per incorporazione dell'azienda target in un'altra società che può essere quotata o non quotata.
L'ultima modalità di delisting è rappresentata dall'esclusione su richiesta della società dalle negoziazioni prevista dal Testo Unico della Finanza e disciplinata dall'art. 2.5.5 del regolamento di Borsa Italiana. In particolare il TUF ammette la possibilità per le società italiane con azioni quotate nei mercati regolamentati italiani di richiedere l'esclusione dalla negoziazione dei propri titoli se esse ottengono l'ammissione su un altro mercato regolamentato italiano o di un altro paese dell'Unione Europea, purché sia garantita una tutela equivalente degli investitori. Il regolamento di Borsa Italiana richiede che le società emittenti italiane inoltrino alla Borsa Italiana apposita richiesta scritta, sottoscritta dal legale rappresentate per richiedere l'esclusione volontaria dalle negoziazioni. Trascorsi 90 giorni la revoca diviene effettiva previa tempestiva comunicazione al pubblico mediante avviso della Borsa Italiana. È da segnalare che questa modalità di delisting è la meno utilizzata.

## Translisting
Un'altra forma usuale di revoca dalle quotazioni in un mercato è il translisting, termine che indica il passaggio da un mercato ad un altro.